# Сейшелл Гебріел
Сейшелл Сьюзанн Ґебріел (англ. Seychelle Gabriel; 25 травня 1991, Бербанк, США) — американська акторка та співачка, відома за роллю принцеси Юї у фільмі «Останній володар стихій».

## Життєпис
Батько Сейшелл Ґебріел мексиканського та французького походження, а мати — італійського походження.
Закінчила середню школу міста Бербанк (штат Каліфорнія, США). У неї є молодший брат на ім'я Ділан.

## Фільмографія
| Рік       | Назва                     | Роль           | Примітки                                                             |
| --------- | ------------------------- | -------------- | -------------------------------------------------------------------- |
| 2007      | Зоуі 101                  | дівчина        | Епізод: «Zoey's Ribs»                                                |
| 2008      | Месник                    | молода Піщинка | Фільм                                                                |
| 2009      | Косяки                    | Аделіта        | Епізод: «All About My Mom» Епізод: «Glue» Епізод: «Ducks and Tigers» |
| 2010      | Медичне Маямі             | Люсі           | Епізод: «An Arm and a Leg»                                           |
| 2010      | Останній володар стихій   | принцеса Юї    | Фільм                                                                |
| 2011      | Лапочка 2: Місто танцю    | Tina           | Фільм                                                                |
| 2011-2013 | Коли падають небеса       | Лурдес         | Серіал, 48 серій                                                     |
| 2012-2014 | Аватар: Легенда про Корру | Асамі Сато     | Анімаційний серіал, 37 серій озвучка                                 |
| 2013      | Помста                    | Регіна Джордж  | Серіал, 4 серії                                                      |
| 2016      | Sleight                   | Холлі          | Фільм                                                                |
| 2017      | The Outdoorsman           | Джилліан       | Фільм                                                                |
| 2017      | Сонна лощина              | Лара           | Серіал, 3 серії                                                      |
| 2018      | Blood Fest                | Сем            | Фільм                                                                |
| 2021      | Анатомія Грей             | Вероніка Діас  | Серіал, Епізод: «Breathe»                                            |
| 2021      | Війна завтрашнього дня    | сержант Діас   | Фільм                                                                |
| 2023      | Daisy Jones & The Six     | журналістка    | мінісеріал                                                           |